# Assedio di Mantova (1796)
Il primo assedio di Mantova ebbe luogo durante la campagna d'Italia del 1796-1797 iniziata da Napoleone Bonaparte, il quale, dopo aver sconfitto Vittorio Amedeo III e le forze austriache di Jean-Pierre de Beaulieu a Lodi, si spinse verso est cingendo d'assedio la città dell'attuale Lombardia. L'assedio, impostato dai francesi dopo la battaglia di Lodi, si articolò in tre fasi: una prima volta i francesi levarono l'assedio per fronteggiare la controffensiva dei generali austriaci Würmser e Quosdanovich che, benché sconfitti, riuscirono a rinforzare la guarnigione ritornata nel frattempo sotto assedio; il secondo assedio ebbe termine il 12 settembre 1796 quando Würmser, tallonato dai francesi, forzò con successo il blocco nemico entrando con i suoi uomini in città ma rimanendovi a sua volta bloccato.
Altri tentativi austriaci di liberare la città vennero frustrati dai francesi in seguito alla battaglia del ponte di Arcole e di Rivoli, determinando la caduta della città, conclusasi con l'onore delle armi concesso a Würmser, il 2 febbraio 1797.

## Situazione
A seguito della sconfitta austriaca nella battaglia di Lodi, i francesi avanzarono rapidi verso est obbligando il comandante austriaco, Jean-Pierre de Beaulieu, a una ritirata prima sull'Adige e poi su Trento. I 12 000 austriaci acquartierati nella fortezza di Mantova non riuscirono, per via della veloce avanzata francese, a ripiegare in tempo e decisero di asserragliarsi nella città, ben difesa da 316 cannoni e protetta da tre laghi a nord e ad est e da paludi malariche che ne rendevano impossibile l'accesso da sud ed ovest, oltre che da una imponente serie di fortificazioni, la più importante delle quali era il Castello di San Giorgio che sorvegliava la strada per Legnago.

## Storia

### Primo assedio
Un primo assalto francese venne respinto il 31 maggio 1796 e, il 3 giugno, Mantova venne regolarmente cinta d'assedio dai generali Sérurier (comandante in capo), Augereau, Dallemagne, Lannes e dai cavalieri di Killmaine. La conquista del Castello di San Giorgio, avvenuta lo stesso giorno, parve prospettare ai francesi una rapida e facile chiusura dell'assedio, che invece si prolungò per altri due mesi circa, complici anche le puntate di Napoleone volte a sconfiggere Papa Pio VI e il Granducato di Toscana che distolsero le attenzioni francesi da Mantova.
Napoleone, prevista una controffensiva austriaca dal Tirolo, dette ordine di sferrare un attacco il 17 luglio, impresa che però fallì a causa di un improvviso abbassamento delle acque dei laghi circostanti la fortezza che fece arenare Gioacchino Murat insieme ad una delle principali colonne di attacco. I francesi iniziarono quindi a disporre i 130 cannoni catturati nel pontificio Forte Urbano per iniziare a cannoneggiare la città, ma Bonaparte il 29 luglio ordinò a Sérurier di prepararsi ad una ritirata verso nord (per via delle sempre più crescenti probabilità di contrattacco austriaco), ordine reso operativo il 31 luglio. Sérurier rese inservibili i suoi 179 cannoni e si ritirò verso Marcaria sull'Oglio.
Già dall'ultima settimana di giugno infatti il generale austriaco Würmser, nuovo comandante in capo succeduto a Beaulieu, aveva radunato 50 000 soldati a Trento con l'intento di liberare Mantova.

### Secondo assedio

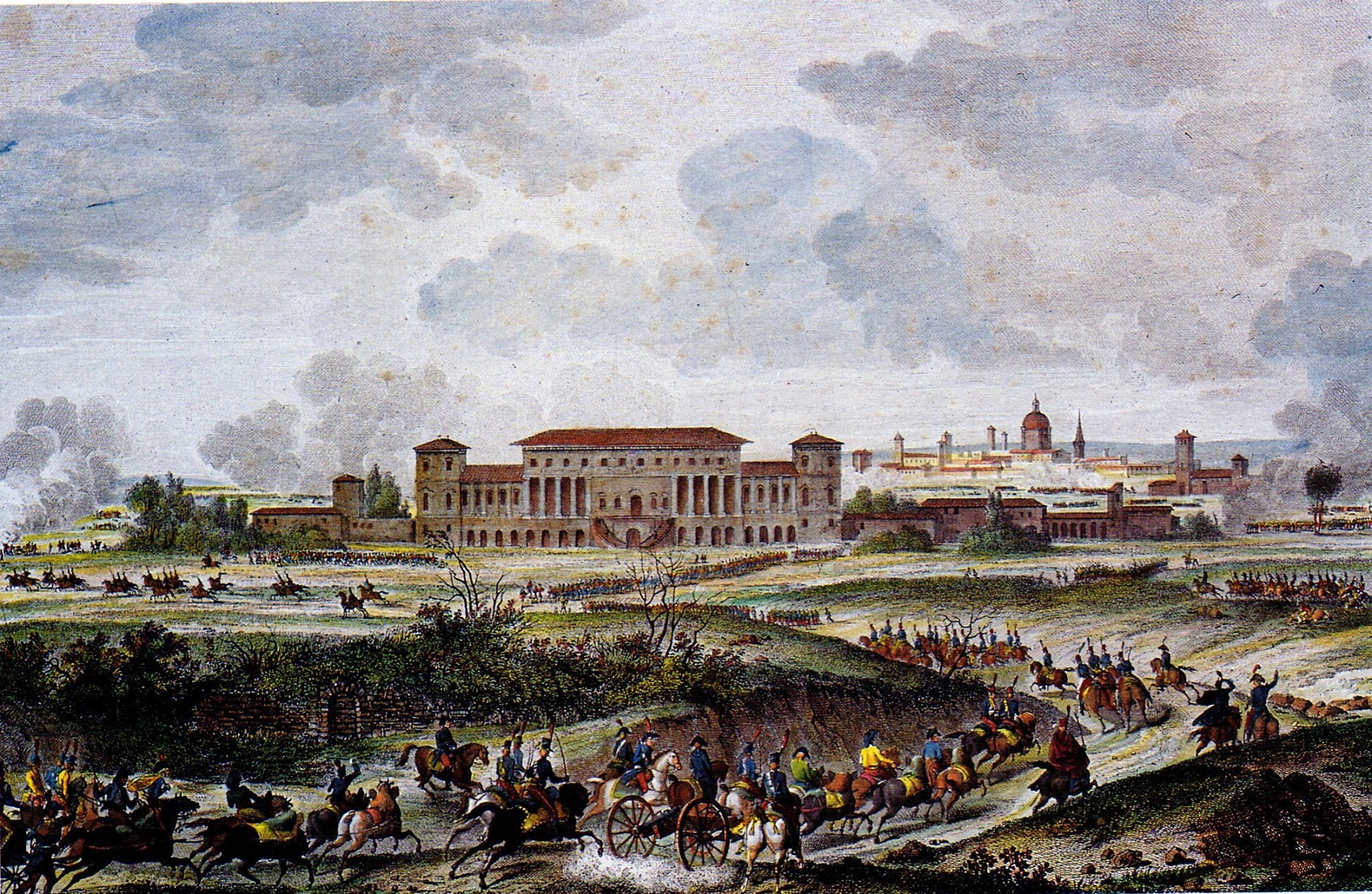
Battaglia di San Giorgio del 15 settembre 1796, la fallimentare sortita tentata dall'austriaco Würmser durante il secondo assedio.

Würmser e il generale austriaco Quosdanovich avanzarono lentamente ma con fermezza da nord fino a quasi riunirsi a sud del lago di Garda, ma un'esitazione del primo per accertarsi se l'assedio di Mantova era stato effettivamente tolto permise a Napoleone di coordinare i suoi generali per battere separatamente sia Quosdanovich, fermato da Masséna nella battaglia di Lonato il 3 e 4 agosto, che Würmser, battuto a Castiglione il 5 agosto. Dopo aver inviato due brigate di rinforzo a Mantova ed evacuato parte dei feriti e dei malati, Würmser ripassò l'Adige e i francesi, qualche giorno dopo il 7 agosto, riassediarono Mantova.
Respinto il nemico, Napoleone ordinò al generale Sahuget di continuare a bloccare Mantova con 10 000 uomini. Würmser nel frattempo ricevette dal Consiglio aulico (una sorta di Stato Maggiore austriaco) nuove disposizioni circa la liberazione di Mantova, e, per non farsi schiacciare tra Bonaparte e Moreau (proveniente dal Reno), decise di lasciare Davidovich con 25 000 uomini a difesa di Trento e del Tirolo sperando così che Bonaparte ordinasse la ritirata per difendere Mantova ma soprattutto per non vedersi minacciate le retrovie. Nella realtà i francesi occuparono Trento dopo il 4 settembre e parte di essi si lanciarono all'inseguimento di Würmser per la stessa strada da lui seguita per avvicinarsi a Mantova, percorrendo cioè il fiume Brenta.
Würmser venne raggiunto e sconfitto a Bassano, quindi si unì al generale Mészáros raggiungendo una forza di 16 000 uomini con i quali continuò ostinatamente a marciare su Mantova. Il generale francese Kilmaine aveva intanto ritirato alcune truppe dal fronte per difendere Verona, compresa la guarnigione di Legnago, così Würmser passò facilmente l'Adige il 10 settembre ed entrò a Mantova due giorni dopo facendo salire il numero dei difensori a 23 000. Il 15 il generale austriaco tentò una sortita contro il Castello di San Giorgio e il villaggio della Favorita ma Masséna e Sahuget lo ricacciarono in città. L'arrivo di Würmser si rivelò più dannoso che utile ai difensori di Mantova perché le scarse risorse di viveri diminuirono più rapidamente e in poco tempo si dovette ricorrere alla carne di cavallo per sfamarsi.

### Terzo assedio e caduta della città
Agli inizi del 1797 a Mantova morivano circa 150 uomini al giorno per malattie e denutrizione. L'aiutante di campo di Napoleone, Joseph Sulkowski, entrò nella città assediata per trattare uno scambio di prigionieri e al ritorno scrisse:
Le fortunate vicende sul fronte del Reno (l'armata francese il 2 ottobre si trovava nuovamente sulle rive occidentali del grande fiume) permisero al Consiglio aulico di progettare un nuovo piano per la liberazione di Mantova, ora sorvegliata da circa 9 000 soldati francesi e difesa da 23 000 uomini, dei quali però 10 000 malati e non idonei ai combattimenti. Al nuovo comandante in capo austriaco, Joseph Alvinczy von Berberek, vennero assegnati 46 000 uomini per tentare l'impresa, assistito da Davidovich. L'avanzata austriaca mise inizialmente in difficoltà Napoleone, che temette persino di dover abbandonare l'Italia, ma ancora una volta il generale francese riuscì ad evitare il congiungimento delle ali dell'esercito austriaco sconfiggendo Alvinczy nella battaglia del Ponte di Arcole e respingendo Davidovich fino a Trento, determinando la fine del terzo tentativo austriaco di liberare Mantova, la cui guarnigione era pericolosamente a corto di viveri.
Alla fine di novembre i francesi aprirono delle trattative per porre fine alla guerra, ma la proposta austriaca di poter rifornire Mantova a trattative in corso fece naufragare ogni tipo di accordo. Alvinczy nel frattempo era riuscito a raggruppare altri 34 000 uomini con cui tentare, per la 4ª volta dall'inizio della campagna d'Italia, di scacciare i francesi dai dintorni di Mantova. Le difese francesi, schierate in ogni possibile direttrice d'attacco austriaca, vennero attaccate simultaneamente a Verona e Legnago e, in maggior misura, lungo la vallata dell'Adige, dove il 12 gennaio 1797, il generale francese Joubert fu costretto a ritirarsi. I due eserciti vennero a contatto a Rivoli Veronese. Il violento scontro che ne seguì vide ancora una volta le truppe di Bonaparte vittoriose, e ormai le uniche forze austriache in grado di combattere erano i superstiti di Mantova e 9 000 soldati agli ordini di Giovanni Provera. Proprio questi ultimi, in virtù del fatto che i francesi avevano lasciato sguarnite molte posizioni per concentrare il più alto numero possibile di soldati a Rivoli, giunsero in vista di Mantova (con 2 000 uomini in meno, persi in uno scontro con Augereau) il 15 gennaio, trovandosi però di fronte le forze di Sérurier. Il giorno successivo, 16 gennaio, Würmser tentò, senza successo, la sua ultima sortita, mentre Napoleone piombò alle spalle di Provera che non ebbe altra scelta se non la resa.
Il 2 febbraio 1797 Würmser, ormai definitivamente abbandonato, siglò la resa di Mantova con Sérurier, che gli concesse di poter abbandonare la città con una scorta e l'onore delle armi. Con Mantova ormai nelle proprie mani, Bonaparte diventò padrone di tutta l'Italia settentrionale.

#### Forze in campo
Forze in campo al Terzo Assedio di Mantova (27 agosto 1796 - 2 febbraio 1797):
Francesi:
- Divisioni Dumas e d'Allemagne, con

4.e Demi-Brigade de ligne
5.e Demi-Brigade de ligne
6.e Demi-Brigade de ligne
9.e Demi-Brigade de ligne
11.e Demi-Brigade de ligne
12.e Demi-Brigade de ligne
13.e Demi-Brigade de ligne
14.e Demi-Brigade de ligne
18.e Demi-Brigade de ligne
19.e Demi-Brigade de ligne
25.e Demi-Brigade de ligne
29.e Demi-Brigade de ligne
30.e Demi-Brigade de ligne
32.e Demi-Brigade de ligne
33.e Demi-Brigade de ligne
39.e Demi-Brigade de ligne
40.e Demi-Brigade de ligne
43.e Demi-Brigade de ligne
45.e Demi-Brigade de ligne
51.e Demi-Brigade de ligne
55.e Demi-Brigade de ligne
57.e Demi-Brigade de ligne
58.e Demi-Brigade de ligne
61.e Demi-Brigade de ligne
63.e Demi-Brigade de ligne
64.e Demi-Brigade de ligne
69.e Demi-Brigade de ligne
75.e Demi-Brigade de ligne
79.e Demi-Brigade de ligne
85.e Demi-Brigade de ligne
88.e Demi-Brigade de ligne
93.e Demi-Brigade de ligne
11.e Demi-Brigade de légère
12.e Demi-Brigade de légère
20.e Demi-Brigade de légère
3.e Regiment de dragons
5.e Regiment de dragons
8.e Regiment de dragons
9.e Regiment de dragons
15.e Regiment de dragons
18.e Regiment de dragons
20.e Regiment de dragons
10.e Regiment de chasseurs a cheval
13.e Regiment de chasseurs a cheval
15.e Regiment de chasseurs a cheval
19.e Regiment de chasseurs a cheval
22.e Regiment de chasseurs a cheval
24.e Regiment de chasseurs a cheval
25.e Regiment de chasseurs a cheval
1.e Regiment de hussards
7.e/bis Regiment de hussards
Forza totale: 10000 uomini
Austriaci:
Comandante in capo: Feldmarshalleutenant Conte Wurmser 

Infanterie Regiment Huff N.8 (2 battaglioni)
Infanterie Regiment Kheul N.10 (1º, 2º e 3º battaglione)
Infanterie Regiment Reisky N.13 (1º, 2º e 3º battaglione)
Infanterie Regiment Preiss N.24 (3º battaglione)
Infanterie Regiment Brechainville N.25 (4 compagnie)
Infanterie Regiment Wikhelm Schroeder N.26 (1º, 2º e 3º battaglione)
Infanterie Regiment Thurn N.34 (2 battaglioni)
Infanterie Regiment Belgiojoso N.44 (2 battaglioni)
Infanterie Regiment Kerpen N.49(3º battaglione)
Infanterie Regiment Callenberg N.54 (1º, 2º e 3º battaglione)
Grenadier Bataillon Bianchi 
Grenadier Bataillon Strassoldo 
Grenz-Infanterie Regiment Cārlstadt (1º, 2º e 6º battaglione)
Grenz-Infanterie Regiment Banalisten (1º battaglione)
Croatisches Freicorps (1 battaglione)
Freicorps Gyulai (2 battaglioni)
Jaegercorps Mahoney (1 battaglione)
Husaren Regiment Erzherzogh Joseph N.2 (4 squadroni)
Husaren Regiment Erdödy N.11 (2 squadroni)
Ulhanen Regiment Mészaros N.11 (6 squadroni)
Forza totale: 28000 uomini